# Rhytiphora parafarinosa
Rhytiphora parafarinosa är en skalbaggsart som beskrevs av Stefan von Breuning 1970. Rhytiphora parafarinosa ingår i släktet Rhytiphora och familjen långhorningar. Inga underarter finns listade i Catalogue of Life.